# Okuribito
Okuribito  (A Partida no Brasil; Despedidas em Portugal) é um filme de drama japonês de 2008 dirigido por Yojiro Takita e estrelado por Masahiro Motoki, Ryoko Hirosue, e Tsutomu Yamazaki. Vagamente baseado em Coffinman, um livro de memórias por Shinmon Aoki, o filme segue um jovem que retorna à sua cidade natal depois de uma carreira como violoncelista e somente encontra trabalho como um nōkanshi—um agente funerário tradicional japonês. Ele está sujeito ao preconceito daqueles ao seu redor, incluindo de sua esposa, devido a fortes tabus sociais contra pessoas que lidam com a morte. Mas ele ganha respeito da esposa e da comunidade e aprende a importância das conexões interpessoais através da beleza e dignidade de seu trabalho.
Foi o vencedor do prêmio Oscar de melhor filme estrangeiro em 2009.

## Sinopse
Daigo Kobayashi (Masahiro Motoki) é um jovem recém-casado que encontra-se sem emprego após a dissolução súbita da orquestra em que tocava violoncelo. Ele e sua esposa Mika (Ryoko Hirosue) mudam-se de Tóquio para Yamagata, a cidade natal de Daigo, onde sua falecida mãe deixara como herança um imóvel.
O casal resolve voltar à cidade natal de Daigo, para que possam reiniciar a vida. Encontram no jornal uma oferta de emprego da Agência NK e a partir do anúncio, que dizia "ajudamos a partir" acreditam que se tratasse de uma vaga para agente de viagem. No entanto o trabalho que Daigo encontra na cidade é como "nokanshi", uma pessoa que prepara os mortos para o velório e cremação. A confusão se dá por um erro de impressão no anúncio, que deveria dizer "ajudamos os que partiram", como corrige o sr. Sasaki (Tsutomu Yamazaki).
Muitas lembranças começam a reavivar na memória de Daigo, que encontra seu velho violoncelo e junto a ele uma pedra que, segundo Daigo, recebera de seu pai conforme uma velha tradição, antes de ser inventada a escrita, em que as pessoas enviavam uma pedra para expressar seus sentimentos, de acordo com o peso e textura da pedra.
Neste encontro com a morte, Daigo descobrirá sentido em sua vida e enfrentará o preconceito e a rejeição das pessoas com sua ocupação. 

## Elenco
- Masahiro Motoki como Daigo Kobayashi
- Ryoko Hirosue como Mika Kobayashi
- Kazuko Yoshiyuki como Tsuyako Yamashita
- Tsutomu Yamazaki como Shōei Sasaki
- Kimiko Yo como Yuriko Kamimura
- Takashi Sasano como Shōkichi Hirata
- Tetta Sugimoto como Yamashita
- Toru Minegishi como Toshiki Kobayashi
- Tarō Ishida como Mr. Sonezaki

## Trilha sonora
Composições de Joe Hisaishi.
1. "Shine of Snow I" 1:12
2. "Nohkan" 3:10
3. "Kaisan" 0:53
4. "Good-Bye Cello" 2:16
5. "New Road" 1:15
6. "Model" 0:47
7. "First Contact" 1:51
8. "Washing" 0:34
9. "Kizuna I" 1:57
10. "Beautiful Dead I" 3:12
11. "Okuribito (On Record)" 1:51
12. "Gui-Dance" 2:26
13. "Shine of Snow II" 2:25
14. "Ave-Maria (Okuribito)" 5:29
15. "Kizuna II" 2:04
16. "Beautiful Dead II" 2:36
17. "Father" 1:40
18. "Okuribito (Memory)" 4:10
19. "Okuribito (Final)" 4:59

## Principais prêmios e indicações
- Oscar (2008): melhor filme estrangeiro
- Asian Film Awards: Melhor ator (Masahiro Motoki)
- Asia Pacific Screen Awards: Melhor ator (Masahiro Motoki)
- Golden Rooster Award: Melhor filme, Melhor diretor e melhor ator (Masahiro Motoki)
- Hawaii International Film Festival: Prêmio do público
- Montreal World Film Festival: Grand Prix des Amériques
- Palm Springs International Film Festival: Mercedes-Benz Prêmio do público - Melhor narrativa
- Hong Kong Film Awards: Melhor filme asiático
- Blue Ribbon Awards: Melhor ator (Masahiro Motoki)
- Hochi Film Awards: Melhor filme
- Japan Academy Prize: Melhor filme, Melhor diretor, Melhor ator, Melhor ator coadjuvante, Melhor atriz coadjuvante, Melhor roteiro (Kundo Koyama), Melhor fotografia, Melhor edição, Melhor mixagem de som
- Kinema Junpo Awards: Melhor filme, Melhor Diretor, Melhor roteiro, Melhor ator
- Mainichi Film Award: Melhor filme japonês, Melhor mixagem de som
- Nikkan Sports Film Award: Melhor filme e Melhor diretor
- 2008 Trailer ZEN Festival: Grand Prix
- Yokohama Film Festival: Melhor filme, Melhor diretor, Melhor atriz coadjuvante (Kimiko Yo, Ryōko Hirosue)